# Sowietyzacja

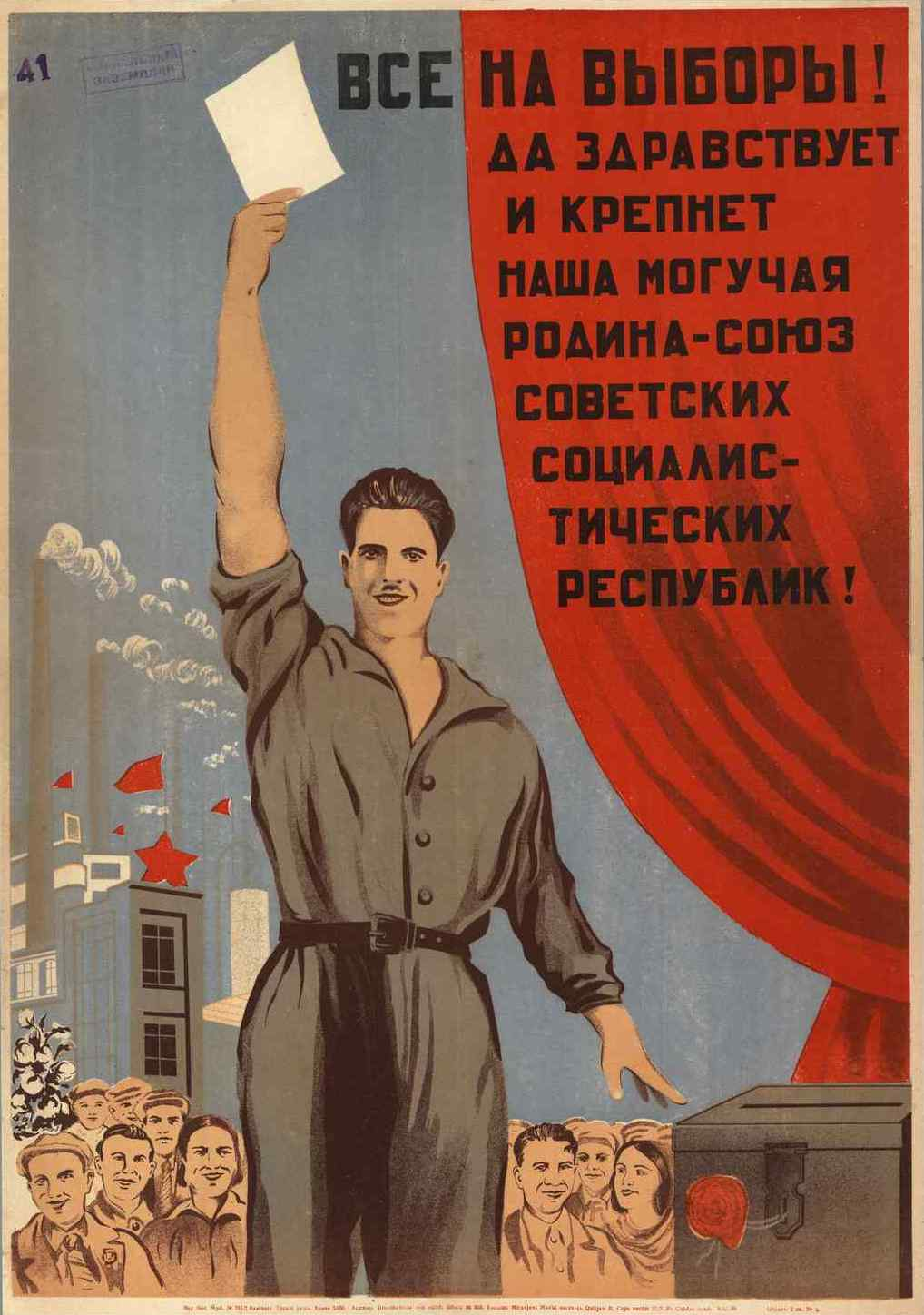
Sowietyzacja Azerbejdżanu, plakat propagandowy z 1939

Sowietyzacja (z ros. od: cовет (sowiet) – rada; Sowietskaja Rossija – Rosja Sowiecka, Sowietskij Sojuz – ZSRR, Związek Sowiecki) – narzucenie siłą militarną ustroju sowieckiego: Ukrainie (1919-20), Azerbejdżanowi (1920), Armenii (1920), Gruzji (1921), Mongolii (1924), następnie okupowanym i anektowanym wschodnim terenom Polski (1939), Litwie, Łotwie i Estonii (1940), wreszcie po II wojnie światowej krajom bloku wschodniego uzależnionym przez ZSRR.
Sowietyzacja to narzucenie tym krajom rozwiązań gospodarczo-społeczno-kulturalnych Rosji Sowieckiej, a następnie ZSRR, połączone z silną komunistyczną indoktrynacją ideologiczną.
Aleksandr Zinowjew wprowadził pojęcie człowieka sowieckiego (homo sovieticus), upowszechnione w Polsce przez ks. Józefa Tischnera.